# Banco Económico (Angola)
O Banco Económico (BE) é uma instituição financeira angolana privada controlada pelo Grupo Económico - Fundo de Capital de Risco de Subscrição Particular. É um banco comercial sediado na cidade de Luanda, na província de Luanda, com agências espalhadas pelo território nacional e no exterior.

## Histórico
O Banco Económico foi criado em 2001 com o nome "Banco Espírito Santo Angola" (BESA), como uma subsidiária do banco português Banco Espírito Santo (BES), controlada pelo Espírito Santo Financial Group (ESFG).
O BESA permaneceu com esta marca até 2015, quando ocorreu a falência do banco português Banco Espírito Santo que, atualmente, possui a marca Novo Banco. Até a falência do BES, ambas as empresas eram controladas do Espírito Santo Financial Group, que entrou em recuperação econômica e liquidação.
Para evitar a falência da porção angolana, em 28 de julho de 2014 o Estado angolano anunciou que assumiria o controle do Banco Espírito Santo Angola, injetando cerca de US$ 3 bilhões de capital no BESA. Assim o Banco Espírito Santo (BES) perderia o controle, recebendo, no entanto, a garantia de que o empréstimo de igual valor, feito pelo BES ao BESA, seria pago. No final de 2014, os maiores accionistas eram a petrolífera Sonangol, com cerca de 35%;  o Novo Banco, com uma participação de 9,9%; a empresa angolana da Portmill, com  24%, e o grupo Geni (controlado por Leopoldino Fragoso do Nascimento), com 18,99% do capital, além da Lektron Capital, uma sociedade de capital chinês com 30,98%.
Em 30 de outubro 2014, foi informado pelo Banco Nacional de Angola, que o BESA assumiria a denominação de "Banco Económico SA" (BE). Embora legalmente um banco privado, por força de resgate estatal funcionou de 2014 até outubro de 2022 como uma sociedade de economia mista quando, no Programa de Privatizações (PROPIV) do governo angolano, passou a ser controlado pelo Grupo Económico - Fundo de Capital de Risco de Subscrição Particular.